# Euglypta moseri
Euglypta moseri är en skalbaggsart som beskrevs av Thierry Bourgoin 1931. Euglypta moseri ingår i släktet Euglypta och familjen Cetoniidae. Inga underarter finns listade i Catalogue of Life.